# Vigia
Vigia est une municipalité brésilienne située dans l'État du Pará.